# لی سونگ هوان
لی سونگ هوان (کره‌ای: 이승환؛ زادهٔ ۱۳ دسامبر ۱۹۶۵) خواننده و تهیه‌کننده موسیقی اهل کره جنوبی است که در این کشور با لقب «لقب اجراهای زنده» شناخته می‌شود. لی در سال ۱۹۸۹ به عنوان خواننده پاپ بالاد فعالیتش را آغاز کرد و بعداً عناصر راک را به موسیقی‌اش اضافه کرد. او چندین ترانه پرطرفدار منتشر کرده و بنیان‌گذار آژانس سرگرمی دریم فکتوری است.